# Convent franciscà de Santa Caterina d'Onda
El convent de Santa Caterina d'Onda, Plana Baixa, també anomenat de Convent de Sant Francesc, està enclavat en un turó proper a la ciutat, a uns 220 metres sobre el nivell del mar, al sud del riu Sonella i bessó al del Castell d'Onda, dominant un ampli territori.
Va ser fundat en 1455 a petició del poble, i habitat per frares franciscans. Solament queden en peus l'Ermita de Santa Caterina i la Capella del Calvari, que es troba a la dreta del que seria la porta principal del convent, afegida al segle xviii com a magatzem i destinada en 1836 a capella. La resta de murs del convent no permeten deduir cap mena de funcionalitat concreta; només una edificació de tres pisos al sud del jaciment amb una arcada en el pis superior, característica de les construccions valencianes dels segles XVI al xviii.
També es detecta la presència de subterranis i del que seria una cisterna. L'historiador Mundina ens diu que l'església, d'ordre corinti, era molt espaiosa.
Durant la Guerra de la Independència va ser utilitzada com a caserna dels espanyols i com a hospital, ocupat després pels francesos. Mentrestant, els religiosos es van traslladar a la població i van tornar a ocupar-ho després de la guerra.
En 1836 va ser desamortitzat amb una exclaustració forçosa dels frares, i incendiat aquest mateix any per voluntaris portuguesos que estaven enquadrats en l'exèrcit liberal-cristí sota el comandament del general Manuel Bretón del Río i Fernández de Jubera, destruint-se definitivament i quedant solament l'ermita actual (1982).